# David B. Richman
David B. Richman (ur. 1942) – amerykański entomolog i arachnolog specjalizujący się w pająkach.
D. B. Richman studiował najpierw na University of Arizona w Tucson. Tam w 1970 uzyskał stopień licencjacki (B.S.), a w 1973 magisterski (M.S.). Następnie studia kontynuował na University of Florida w Gainesville, gdzie w 1977 otrzymał stopień doktora zoologii ze specjalizacją w bezkręgowcach. Obecnie jest professor emeritus koledżu i wydziału entomologii, fitopatologii i nasiennictwa (Department of Entomology, Plant Pathology and Weed Science) na New Mexico State University w Les Cruces. Dawniej był także kuratorem tamtejszego Arthropod Museum.
D. B. Richman jest autorem lub współautorem ponad 130 różnych publikacji. Około 50 z nich stanowią artykuły naukowe poświęcone owadom i pająkom. Napisał przewodnik po pasikonikowatych Nowego Meksyku oraz 12 rozdziałów do różnych książek. Interesuje się mikroskopią, szczególnie okrzemkami i jest autorem kilku artykułów opublikowanych w Micscape w ostatnich latach, włączając w to ilustrowany esej poświęcony skamieniałościom okrzemek z Oamaru w Nowej Zelandii napisany wspólnie z Richardem Carterem. Obok pająków, zafascynowany jest także błonkówkami, w związku z czym uczęszcza na spotkania International Society of Hymenopterists, odbywające się w Davis.